# Härryda kyrka
Härryda kyrka är en kyrkobyggnad belägen i Härryda kommun. Den tillhör Härryda församling i Göteborgs stift och Svenska kyrkan.

## Historia
Någon gång under medeltiden uppfördes en stenkyrka i Härryda på sluttningen av Mölndalsåns dalgång. Den byggdes till 1835 och senare började man bygga ett kyrktorn, vilket  misslyckades och man tvangs bygga en ny kyrka på den gamlas grund. 

## Kyrkobyggnaden
Nuvarande stenkyrka uppfördes i klassicistisk stil och färdigställdes 1850. 
En genomgripande renovering under ledning av arkitekt Karl Samuelson och konservatorn Carl Otto Svensson företogs 1923-1924 då norrporten murades igen och en altaruppsats från 1600-talet placerades i kyrkorummet. Under ledning av Herman Norgren i samarbete med konservatorn Thorbjörn Engblad omgestaltades kyrkan ytterligare 1958-1859, varvid de båda läktarunderbyggnaderna tillkom och kyrkan fick sin nuvarande färgsättning. Vidare lade man in stavparkettgolv och färgade fönsterglas i koret. Tornets trälanternin ersattes 1963 av det nuvarande torntaket i samband med en utvändig renovering. Vid den senaste renoveringen 2000 blev altaret fristående, altaruppsats, altartavla och predikstol konserverade och vissa målningar i taket togs fram.

## Inventarier
- Altaruppsatsen i barockstil är från 1693 och predikstolen från 1703.
- Dopfunten är kyrkans äldsta inventarie och troligen tillverkad under 1200-talets senare del. Den restaurerades 1924.
- En tavla från 1862 målad av Gustaf Brusewitz hänger på långhusets nordvägg.
- I tornet hänger två klockor. Storklockan är gjuten 1744. Lillklockan saknar datering.

### Orglar
- Den första orgeln, som var byggd 1802, övertogs 1862 från Karl Johans kyrka i Göteborg. Hela fasaden är bevarad och upphängd på väggen i förrummet till läktaren.
- Ett nytt helpneumatiskt verk med tio stämmor, byggt av Olof Hammarberg, tillkom 1906.
- År 1959 tillverkade Hammarbergs orgelbyggeri en helt ny mekanisk orgel, som dock innehåller äldre pipmaterial. Den har femton stämmor fördelade på två manualer och pedal.[1]

## Bilder

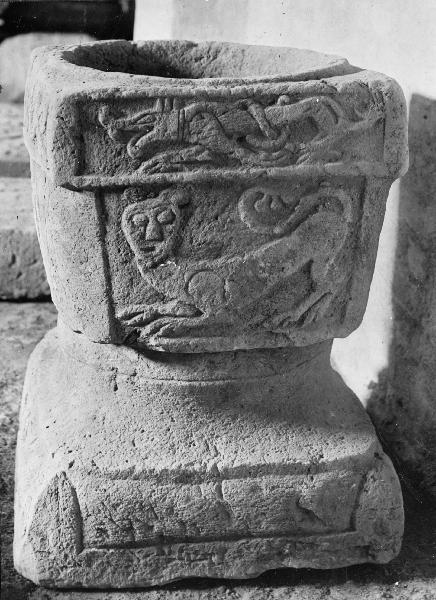
Dopfunten.